# 佐野勝男
佐野 勝男（さの かつお、1923年2月15日 - 2013年）は、日本の心理学者、慶應義塾大学名誉教授。
北海道生まれ。1933年より徳島で育つ。1944年応召、軍曹で敗戦。1949年慶應義塾大学文学部心理学科卒、慶大助手、1956年慶大文学部専任講師、1957年助教授、1964年「パースナリティ診断におけるテスト・バッテリィの構成 SCT,INT,TATによる構成」で慶大文学博士。1965年教授、1988年定年、名誉教授、東京国際大学教授、1992 - 1995年特任教授、1995年同常任理事。イリノイ大学訪問研究員など。

## 著書
- 『性格の診断 人をみぬく知恵』大日本図書 現代心理学ブックス 1965
- 『多面観察の発想 埋もれた人材を発掘する人事管理』徳間ブックス 1976
- 『ある心理学者の歩いた道』金子書房 1999
- 『ある心理学者の語らい』金子書房 2000

### 共編著
- 『精研式文章完成法テスト解説』槇田仁共著　金子書房 1960-1961
- 『精研式TAT主題構成検査図版』槙田仁共著　金子書房 1961
- 『精研式主題構成検査解説』共著　金子書房 1961
- 『精研式文章完成法テストの手引』共著　金子書房 1961
- 『基本生活領域の診断 テスト解説』槙田仁共著　金子書房 1965
- 『慶応産研式モラール・サーベイ 質問式Q 略画法P-F 文章完成法SCT の多角的使用』共著 金子書房 1968
- 『精研式文章完成法テスト事例集』槙田仁共著　金子書房 1969
- 『管理能力の発見と評価 パースナリティからの新しいアプローチ』槇田仁,関本昌秀共著 日本経営出版会 1970
- 『精研式主題構成検査解説』槇田仁共著 金子書房 1981
- 『SCT入門テキスト』槙田仁共著 SCT研究会編　金子書房 1986
- 『新・管理能力の発見と評価 パーソナリティからの新しいアプローチ』槇田仁,関本昌秀共著　金子書房 1987
- 『精研式パーソナリティ・インベントリィ 手引き』槙田仁,坂部先平共著　金子書房 1987 改訂版

## 論文
- Cinii

## 注
1. ↑  『ある心理学者の歩いた道』年譜